# Nogometna reprezentacija DR Njemačke
Nogometna reprezentacija DR Njemačke predstavljala je DR Njemačku u međunarodnom muškom nogometu. Posljednju je utakmicu odigrala u Bruxellesu protiv Belgije 12. rujna 1990. Pobijedila je 2:0.

## Nastupi na velikim natjecanjima

### Svjetska prvenstva
- 1958. – 1970. - nisu se kvalificirali
- 1974. - drugi krug (najboljih osam)
- 1978. – 1990. - nisu se kvalificirali

### Europska prvenstva
- 1960. – 1988. - nisu se kvalificirali
- 1992. - odustali